# Chorthippus
Genre
Chorthippus est un genre de criquets de la famille des Acrididae.
Chez certaines espèces, rarement, des individus roses ou violacés sont observés (cette couleur disparaissant après la mort de l'animal et persistant quelques heures sur les mues).

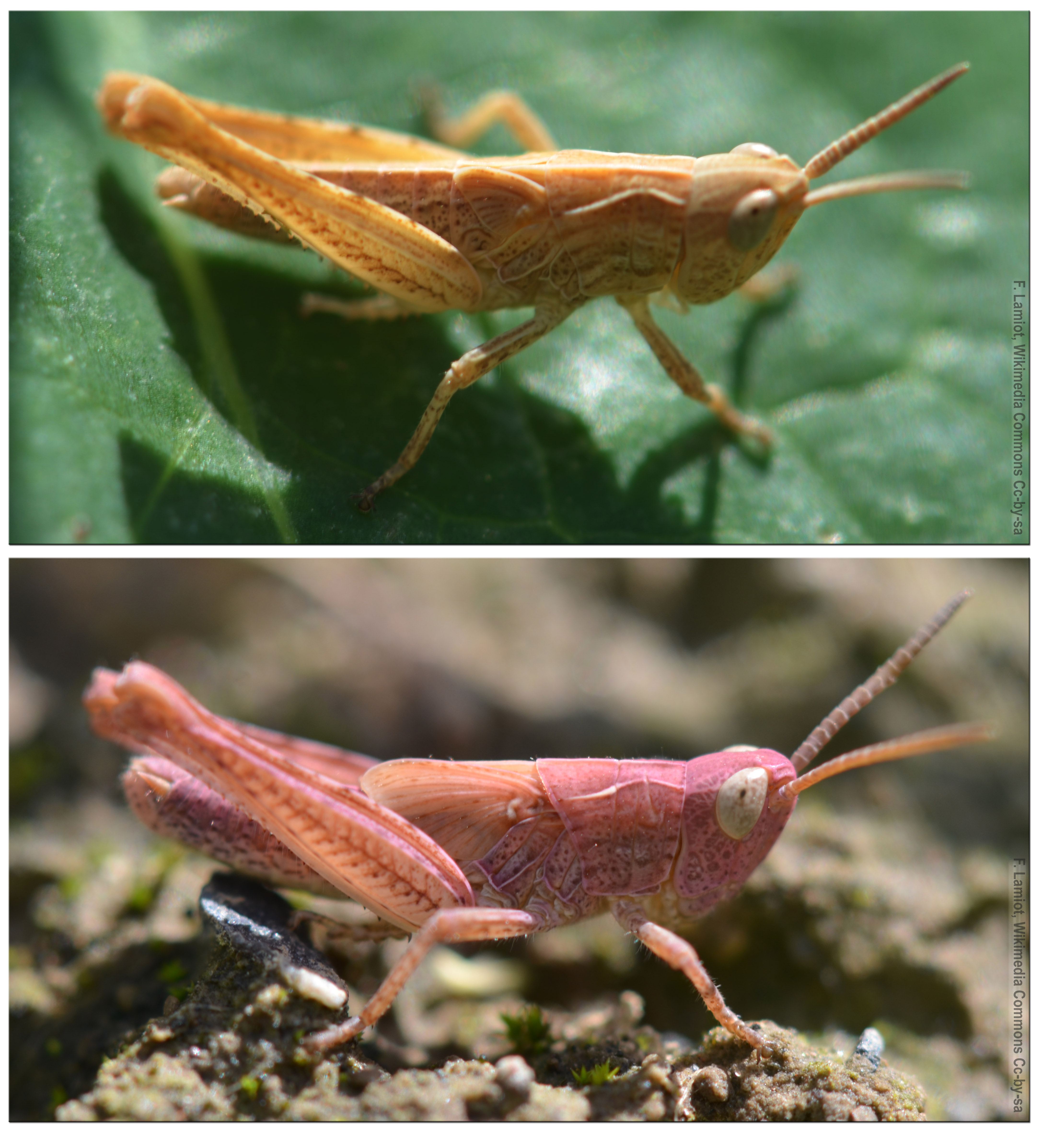
Deux variantes de couleur chez des juvéniles de Chorthippus sp.

## Liste des espèces

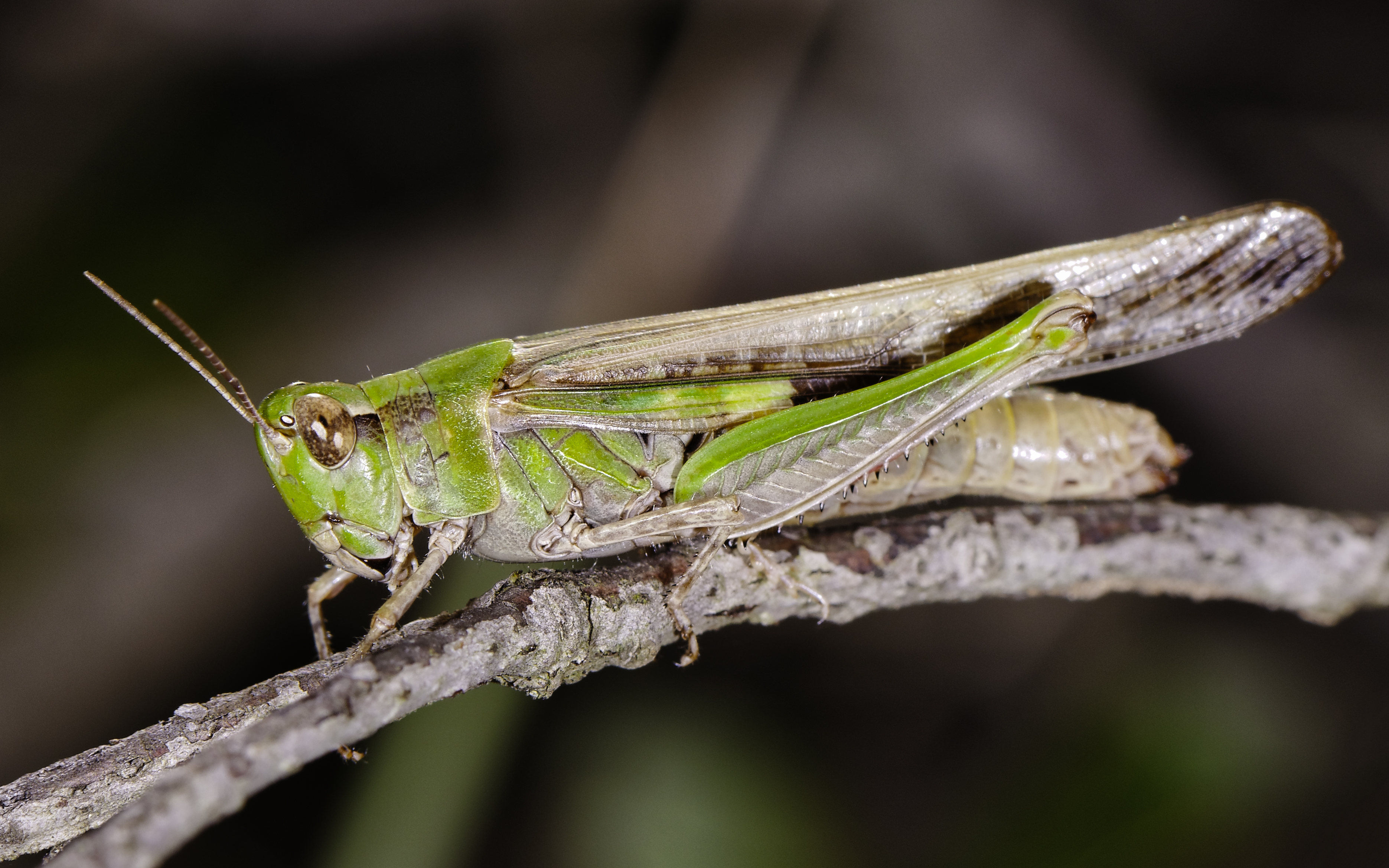
Chorthippus biguttulus, femelle.

Selon Orthoptera Species File (1er avril 2010) :
Sous-genre Chorthippus (Altichorthippus) Jago, 1971
- - Chorthippus aroliumulus Hsia & Jin, 1982
  - Chorthippus conicaudatus Hsia & Jin, 1982
  - Chorthippus foveatus Hsia & Jin, 1982
  - Chorthippus jishishanensis Zheng & Xie, 2000
  - Chorthippus latilifoveatus Hsia & Jin, 1982
  - Chorthippus neipopennis Hsia & Jin, 1982
  - Chorthippus occidentalis Hsia & Jin, 1982
  - Chorthippus unicubitus Hsia & Jin, 1982
  - Chorthippus uvarovi Bei-Bienko, 1929
  - Chorthippus yanyuanensis Jin & Lin, 1982-1983

Sous-genre Chorthippus (Chorthippus) Fieber, 1852
- Groupe d'espèce Chorthippus albomarginatus (De Geer, 1773) ⇒ le Criquet marginé
  - Chorthippus abchasicus Ramme, 1939
  - Chorthippus albonemus Zheng & Tu, 1964
  - Chorthippus amplilineatus Ma & Guo, 1995
  - Chorthippus brachypterus (Werner, 1932)
  - Chorthippus brevicornis Wang & Zheng, 1994
  - Chorthippus caliginosus Mishchenko, 1951
  - Chorthippus daixianensis Zheng, Shi & Ma, 1996
  - Chorthippus dichrous (Eversmann, 1859)
  - Chorthippus dorsatus (Zetterstedt, 1821)
  - Chorthippus ferdinandi Vedenina & Helversen, 2009
  - Chorthippus flavitibias Zheng, Ma & Wang, 1996
  - Chorthippus hengshanensis Ma, Guo & Zheng, 1995
  - Chorthippus ingenitzkyi (Zubovski, 1898)
  - Chorthippus jacobsoni (Ikonnikov, 1911)
  - Chorthippus jilinensis Ren, Zhao & Hao, 2002
  - Chorthippus jucundus (Fischer, 1853)
  - Chorthippus karelini (Uvarov, 1910)
  - Chorthippus labaumei Ramme, 1926
  - Chorthippus lacustris La Greca, 1976
  - Chorthippus loratus (Fischer von Waldheim, 1846)
  - Chorthippus montanus (Charpentier, 1825) ⇒ le Criquet palustre
  - Chorthippus nigricanivenus Zheng, Ma & Wang, 1996
  - Chorthippus ningwuensis Zheng, Shi & Ma, 1996
  - Chorthippus oschei Helversen, 1986
  - Chorthippus parallelus (Zetterstedt, 1821) ⇒ le Criquet des pâtures
  - Chorthippus pygmaeus (Bei-Bienko, 1931)
  - Chorthippus qilianshanensis Zheng & Xie, 2000
  - Chorthippus rufifemurus Zheng, Ma & Wang, 1996
  - Chorthippus taiyuanensis Ma, Guo & Zheng, 1995
  - Chorthippus zhengi Ma & Guo, 1995

Sous-genre Chorthippus (Glyptobothrus) Chopard, 1951 
- Groupe d'espèce binotatus
- Sous-groupe d'espèce brunneus
  - Chorthippus acroleucus (Müller, 1924)
  - Chorthippus alticola Ramme, 1921
  - Chorthippus antecessor Sirin & Çiplak, 2010
  - Chorthippus apicalis (Herrich-Schäffer, 1840)
  - Chorthippus apricarius (Linnaeus, 1758)
  - Chorthippus ariasi (Bolívar, 1908)
  - Chorthippus biguttulus (Linnaeus, 1758) ⇒ le Criquet mélodieux
  - Chorthippus binotatus (Charpentier, 1825)
  - Chorthippus biroi (Kuthy, 1907)
  - Chorthippus bornhalmi Harz, 1971
  - Chorthippus bozdaghi Uvarov, 1934
  - Chorthippus brunneus (Thunberg, 1815) ⇒ le Criquet duettiste
  - Chorthippus cazurroi (Bolívar, 1898)
  - Chorthippus chloroticus (Bolívar, 1908)
  - Chorthippus corsicus (Chopard, 1923)
  - Chorthippus crassiceps Ramme, 1926
  - Chorthippus dubius (Zubovski, 1898)
  - Chorthippus eisentrauti (Ramme, 1931)
  - Chorthippus elbursianus Mishchenko, 1951
  - Chorthippus hallasanus (Storozhenko & Paik, 2007)
  - Chorthippus helverseni Mol, Çiplak & Sirin, 2003
  - Chorthippus hingstoni (Uvarov, 1925)
  - Chorthippus huchengensis Hsia & Jin, 1982
  - Chorthippus jacobsi Harz, 1975
  - Chorthippus jutlandica Fogh Nielsen, 2003
  - Chorthippus kazdaghensis Mol & Çiplak, 2005
  - Chorthippus lebanicus Massa & Fontana, 1998
  - Chorthippus macrocerus (Fischer von Waldheim, 1846)
  - Chorthippus maritimus Mishchenko, 1951
  - Chorthippus miramae Ramme, 1939
  - Chorthippus mollis (Charpentier, 1825)
  - Chorthippus pamiricus (Ramme, 1930)
  - Chorthippus planidentis Hsia & Jin, 1982
  - Chorthippus porphyropterus (Voroncovskij, 1928)
  - Chorthippus pulloides Ramme, 1926
  - Chorthippus pullus (Philippi, 1830)
  - Chorthippus rebuntoensis (Ishikawa, 2002)
  - Chorthippus reissingeri Harz, 1972
  - Chorthippus relicticus Sirin, Helversen & Çiplak, 2010
  - Chorthippus rubratibialis Schmidt, 1978
  - Chorthippus sangiorgii (Finot, 1902)
  - Chorthippus taurensis Sirin & Çiplak, 2005
  - Chorthippus vagans (Eversmann, 1848)
  - Chorthippus willemsei Harz, 1971
  - Chorthippus yersini Harz, 1975

Sous-genre indéterminé
- - Chorthippus almoranus Uvarov, 1942
  - Chorthippus alxaensis Zheng, 2000
  - Chorthippus amplimedilocus Zheng & Yang, 1997
  - Chorthippus amplintersitus Liu, 1981
  - Chorthippus angulatus Tarbinsky, 1927
  - Chorthippus antennalis Umnov, 1931
  - Chorthippus apricaroides Zheng & Ren, 2007
  - Chorthippus atridorsus Jia & Liang, 1993
  - Chorthippus badachshani Bei-Bienko, 1963
  - Chorthippus badius Mishchenko, 1951
  - Chorthippus beianensis Zheng & Sun, 2007
  - Chorthippus bellus Zhang & Jin, 1985
  - Chorthippus bilineatus Zhang, 1984
  - Chorthippus brevipterus Yin, 1984
  - Chorthippus bucharicus Bei-Bienko, 1948
  - Chorthippus burripes Zheng & Xin, 1999
  - Chorthippus caporiaccoi Salfi, 1934
  - Chorthippus cavilosus Mishchenko, 1951
  - Chorthippus changbaishanensis Liu, 1987
  - Chorthippus changtunensis Yin, 1984
  - Chorthippus chapini Chang, 1939
  - Chorthippus chayuensis Yin, 1984
  - Chorthippus cialancensis Nadig, 1986
  - Chorthippus curtipennis (Harris, 1835)
  - Chorthippus dahinganlingensis Lian & Zheng, 1987
  - Chorthippus daitongensis Huo, 1994
  - Chorthippus darvazicus Mishchenko, 1951
  - Chorthippus davatchii Descamps, 1967
  - Chorthippus daweishanensis Fu & Zheng, 2000
  - Chorthippus deqinensis Liu, 1984
  - Chorthippus dierli Ingrisch, 1990
  - Chorthippus dirshi Fishelson, 1969
  - Chorthippus ezuoqiensis Ren, Wang & Zhang, 1998
  - Chorthippus fallax (Zubovski, 1900)
    - ssp akaishicus Ishikawa, 2003
    - ssp fallax (Zubovski, 1900)
    - ssp kurilensis Bey-Bienko, 1948
    - ssp saltator Bey-Bienko, 1949
    - ssp strelkovi Bey-Bienko, 1949
    - ssp yamato Yamasaki, 1968
    - ssp yatsuanus Yamasaki, 1968

  - Chorthippus ferghanensis Umnov, 1931
  - Chorthippus flavabdomenis Liu, 1981
  - Chorthippus flexivenoides Zheng, Zhang, Sun, Li & Xu, 2008
  - Chorthippus gansuensis Zheng, 1999
  - Chorthippus geminus Mishchenko, 1951
  - Chorthippus genheensis Li & Yin, 1987
  - Chorthippus giganteus Mishchenko, 1951
  - Chorthippus gongbuensis Liang & Zheng, 1991
  - Chorthippus gongshanensis Zheng & Mao, 1997
  - Chorthippus grahami Chang, 1937
  - Chorthippus guandishanensis Ma, Zheng & Guo, 2000
  - Chorthippus haibeiensis Zheng & Chen, 2001
  - Chorthippus halawuensis Zheng, 2000
  - Chorthippus hammarstroemi (Miram, 1907)
    - ssp hammarstroemi (Miram, 1907)
    - ssp solaris Woznessenskij, 1998

  - Chorthippus heilongjiangensis Lian & Zheng, 1987
  - Chorthippus helanshanensis Zheng, 1999
  - Chorthippus hemipterus Uvarov, 1926
  - Chorthippus himalayanus Balderson & Yin, 1987
  - Chorthippus hirtus Uvarov, 1927
    - ssp debilis Uvarov, 1927
    - ssp hirtus Uvarov, 1927
    - ssp kurushiensis Mishchenko, 1951
    - ssp riparius Mishchenko, 1951
    - ssp tarkiensis Mishchenko, 1951

  - Chorthippus horqinensis Li & Yin, 1987
  - Chorthippus hsiai Zheng & Tu, 1964
  - Chorthippus hyrcanus Bei-Bienko, 1960
  - Chorthippus ilkazi Uvarov, 1934
  - Chorthippus indus Uvarov, 1942
  - Chorthippus intermedius Bei-Bienko, 1926
  - Chorthippus jachontovi Mishchenko, 1951
  - Chorthippus johnseni Harz, 1982
  - Chorthippus kangdingensis Zheng & Shi, 2007
  - Chorthippus karatavicus Bei-Bienko, 1936
  - Chorthippus karateghinicus Mishchenko, 1951
  - Chorthippus keshanensis Zhang, Zheng & Ren, 1993
  - Chorthippus ketmenicus Bei-Bienko, 1949
  - Chorthippus kirghizicus Mishchenko, 1979
  - Chorthippus kiyosawai Furukawa, 1950
  - Chorthippus kusnetzovi Bei-Bienko, 1949
  - Chorthippus latisulcus Zheng & He, 1995
  - Chorthippus leduensis Zheng & Xin, 1999
  - Chorthippus longicornis (Latreille, 1804)
  - Chorthippus louguanensis Zheng & Tu, 1964
  - Chorthippus luminosus Mishchenko, 1951
  - Chorthippus maracandicus Mishchenko, 1979
  - Chorthippus markamensis Yin, 1984
  - Chorthippus mistshenkoi Avakyan, 1956
  - Chorthippus monilicornis Umnov, 1931
  - Chorthippus moreanus Willemse, Helversen & Odé, 2009
  - Chorthippus muktinathensis Balderson & Yin, 1987
  - Chorthippus nemus Liu, 1984
  - Chorthippus nepalensis Balderson & Yin, 1987
  - Chorthippus nevadensis Pascual, 1976
  - Chorthippus nudus Umnov, 1931
  - Chorthippus oreophilus Bei-Bienko, 1948
  - Chorthippus parnon Willemse, Helversen & Odé, 2009
  - Chorthippus parvulus (Saussure, 1899)
  - Chorthippus pascuus Umnov, 1931
  - Chorthippus pavlovskii Mishchenko, 1951
  - Chorthippus peneri Fishelson, 1969
  - Chorthippus pilipes Bei-Bienko, 1933
  - Chorthippus plotnikovi Umnov, 1931
    - ssp plotnikovi Umnov, 1931
    - ssp viriatus Mishchenko, 1951

  - Chorthippus qingzangensis Yin, 1984
  - Chorthippus robustus Mishchenko, 1979
  - Chorthippus rubensabdomenis Liu, 1981
    - synonym rubensabdominalis Otte, 1995

  - Chorthippus ruficornus Zheng, ?
  - Chorthippus rufipennis Jia & Liang, 1993
  - Chorthippus saitzevi Mishchenko, 1979
  - Chorthippus sanlanggothis Ingrisch & Garai, 2001
  - Chorthippus satunini Mishchenko, 1951
  - Chorthippus savalanicus Uvarov, 1933
  - Chorthippus saxatilis Bei-Bienko, 1948
  - Chorthippus separatanus Liu, 1981
  - Chorthippus shantariensis Mishchenko, 1951
  - Chorthippus shantungensis Chang, 1939
  - Chorthippus shennongjiaensis Zheng & Li, 2000
  - Chorthippus shumakovi Bei-Bienko, 1963
  - Chorthippus similis Umnov, 1930
  - Chorthippus songoricus Bei-Bienko, 1936
  - Chorthippus squamopennis Zheng, 1980
  - Chorthippus supranimbus Yamasaki, 1968
    - ssp hakusanus Yamasaki, 1968
    - ssp norikuranus Yamasaki, 1968
    - ssp shiroumanus Yamasaki, 1968
    - ssp supranimbus Yamasaki, 1968

  - Chorthippus szijji Harz, 1982
  - Chorthippus tadzhicus Mishchenko, 1951
  - Chorthippus tianshanensis Zheng, Ma & Ren, 2009
  - Chorthippus tianshanicus Umnov, 1930
  - Chorthippus tiantangensis Zhong & Zheng, 2004
  - Chorthippus tibetanus Uvarov, 1935
  - Chorthippus transalajicus Mishchenko, 1979
  - Chorthippus turanicus Tarbinsky, 1925
  - Chorthippus vicinus Mishchenko, 1951
    - ssp abusivus Mishchenko, 1951
    - ssp alajicus Mishchenko, 1951
    - ssp amplus Mishchenko, 1951
    - ssp directus Mishchenko, 1951
    - ssp vicinus Mishchenko, 1951

  - Chorthippus wuyishanensis Zheng & Ma, 1999
  - Chorthippus wuyuerhensis Zheng, Zhang, Sun, Li & Xu, 2008
  - Chorthippus xiningensis Zheng & Chen, 2001
  - Chorthippus xueshanensis Zheng & Mao, 1997
  - Chorthippus xunhuaensis Zheng & Xie, 2000
  - Chorthippus yajiangensis Zheng & Shi, 2007
  - Chorthippus yanmenguanensis Zheng & Shi
  - Chorthippus yuanmowensis Zheng, 1977
  - Chorthippus yulingensis Zheng & Tu, 1964
  - Chorthippus yunnanensis Zheng, 1977
  - Chorthippus zaitzevi Mishchenko, 1979